# Darío Herrera (árbitro)
Darío Humberto Herrera (Andacollo, Neuquén; 24 de febrero de 1985) es una árbitro internacional de fútbol argentino que dirige en la Primera División de Argentina. 

## Arbitraje
Su debut fue en 2013, dirigiendo el partido entre Colón y Vélez Sarsfield, con victoria para los santafesinos por 2-1. Está adherido al SADRA. Tomó gran protagonismo cuando en el encuentro que disputaron San Lorenzo y River Plate, por la quinta fecha del Torneo Inicial 2013, tomó la decisión de que Julio Buffarini repitiera un tiro penal por un adelantamiento del portero visitante, Marcelo Barovero, decisión que lo llevó a una provisoria suspensión.

## Participaciones en el «Superclásico»

### Superclásico Internacional
En mayo de 2015, Boca y River se enfrentaron por los octavos de final de la Copa Libertadores 2015, y fue designado a dirigir el encuentro de vuelta, que se disputó en la Bombonera. Fue su primer superclásico absoluto, y además, su debut en certámenes internacionales. El partido fue suspendido en el entretiempo, debido a un ataque de un simpatizante Xeneize hacia los jugadores visitantes, cuando estaban a punto de reingresar al campo.

### Superclásico por el Campeonato 2015
Herrera, fue designado y luego salió sorteado (compartió designación con Fernando Rapallini), para encargarse de impartir justicia en el segundo superclásico local del año, de la vigésimo cuarta fecha del Campeonato de Primera División 2015. El encuentro, fue en el estadio Monumental, el domingo 13 de septiembre, con victoria 1-0 para el conjunto visitante.